# الانتخابات العامة التركية 2018
الانتخابات العامة التركية 2018 هي انتخابات أُجريت في جميع أنحاء تركيا يوم 24 حزيران/يونيو 2018. كان من المقرر أن تتم في 3 تشرين الثاني/نوفمبر 2019 لكن الرئيس التركي رجب طيب أردوغان أعلن في 18 نيسان/أبريل 2018 عن تقديم تاريخ الانتخابات. جذير بالذكر هنا أن الانتخابات الرئاسية عُقدت لانتخاب رئيس لدولة تركيا باستخدام الاقتراع على دورتين، ثم جرت انتخابات برلمانية لانتخاب 600 من أعضاء البرلمان في الجمعية الوطنية التركية الكبرى.

## خلفية

### الاستفتاء الدستوري 2017
لطالما أيَّدَ حزب العدالة والتنمية (الحزب الحاكم) بقيادة الرئيس أردوغان سياسة تقوم على تحول تركيا إلى الرئاسة التنفيذية لتحل محل النظام البرلماني. ساند الحزب في هذه الفكرة حزب الحركة القومية والذي استطاع الضغط على الحكومة من أجل القيام باستفتاء في البرلمان بتاريخ 16 نيسان/أبريل 2017.
التغييرات الدستورية المُقترحة تهدف إلى إجراء انتخابات برلمانية ورئاسية في نفس اليوم كل خمس سنوات؛ ويبدأ التصويت الأول في 3 تشرين الثاني/نوفمبر 2019، كما طالت هذه التغييرات عدد المقاعد في الجمعية الوطنية الكبرى (البرلمان التركي) حيث ارتفع عدد النواب من 550 إلى 600 إلا أن السلطات التشريعية للبرلمان تقلصت إلى حد كبير، والأهم من كل ذلك هو منصب رئيس تركيا الذي سيحصل على امتيازات أكثر من بينها أنه سيصبح رئيس الدولة ورئيس الحكومة في نفس الوقت. أنصار وداعمي هذه التغييرات أكدوا على أن السياسة الجديدة من شأنها أن تجعل النظام أكثر كفاءة، في حين يرى النقاد أن هذه التعديلات وضعت السلطة في يد الرئيس وقلَّلت من فعالية البرلمان بل جعلته عاجزا.
تمت الموافقة على التغييرات الدستورية بنسبة 51-49% وفقا للنتائج الرسمية، ومع ذلك حصل تغيير في قواعد الانتخاب في اللحظة الأخيرة حيث أقر المجلس الأعلى للانتخابات شرطا جديدا يسمح بالتحقق من بطاقات الاقتراع من أجل تحقيق الشفافية ومحاربة كل ظواهر الفساد. شجبت أحزاب المعارضة في تركيا هذه الخطوة حيث اعتبرتها غير قانونية وأكدت في نفس الوقت على أن المراقبين الدوليين كافيين خاصة أن التصويت عادة ما يستوفي المعايير الدولية. ومع ذلك تم الإقرار على إبقاء سياسة المجلس الأعلى للانتخابات بالرغم من كل التحديات القانونية التي واجهته، وهكذا شرعت الحكومة في الامتثال لتلك القوانين والتحضير في نفس الوقت للنظام الرئاسي الجديد والذي سوف يتم تنفيذه بالكامل في أعقاب الانتخابات العامة المقرر إجراؤها في 3 تشرين الثاني/نوفمبر 2019.

### الانتخابات المبكرة

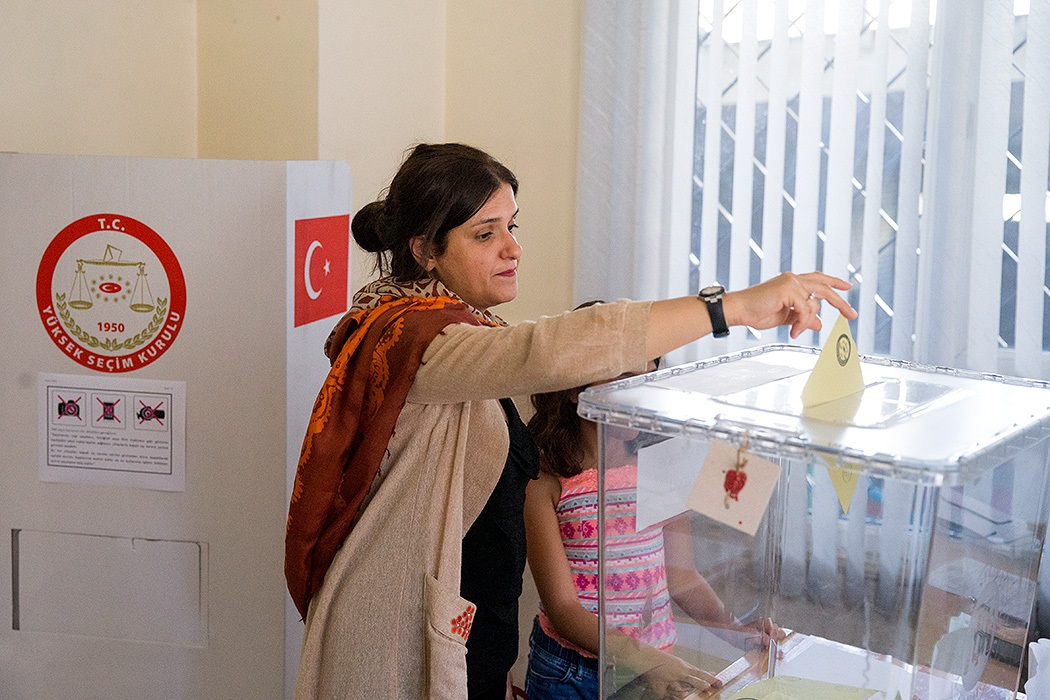
الانتخابات التركية العامة للمواطنين الأتراك في طهران بإيران يوم 17 حزيران/يونيو 2018

قبل أكثر من سنتين من الانتخابات الرئاسية والبرلمانية القادمة؛ أكد العديد من المراقبين على أن الحكومة التركية تستعد لإجراء انتخابات مبكرة بعد استفتاء عام 2017. ادعى بعض المراقبين أيضا أن هذه الانتخابات المبكرة تهدف إلى تسريع العمل بالنظام الرئاسي الجديد وفي نفس الوقت منع حركات المعارضة من الحصول على دعم شعبي كبير وبالتالي معارضة الحكومة فيما تنوي القيام به. في تشرين الأول/أكتوبر من عام 2017 دعا زعيم المعارضة كمال قلجدار أوغلي إلى ضرورة القيام بانتخابات مبكرة لكنه لم يتلقى أي رد رسمي على هذا التصريح. في المقابل شكَّلَ ميرال أكشينار حزب الخير وزعم أن الحكومة تخطط لإجراء انتخابات مبكرة وبالتحديد يوم الأحد 15 تموز/يوليو 2018 الذكرى الثانية لمحاولة الانقلاب الفاشلة. في الحقيقة حاول الحزب تجهيز نفسه بأقصى ما يمكن حيث عقد جلسته العادية الأولى في 10 كانون الأول/ديسمبر 2017 ثم عقد أول مؤتمر استثنائي له في 1 نيسان/أبريل عام 2018 وذلك من أجل أن يكون مؤهلا للمشاركة في السباق الانتخابي حتى لو كان مبكرا. على الرغم من أن الحكومة لم تقم بأي رد رسمي حول كل هذه التكهنات إلى أن الكثير من الأحزاب كانت تُلمح لحصول انتخابات وتصويت مبكرين.
في 17 نيسان/أبريل من عام 2018 دعا دولت بهجلي زعيم حزب الحركة القومية إلى انتخابات مبكرة في 26 آب/أغسطس، وكان بهجلي قد أعلن في وقت سابق أن حزبه سيدعم إعادة انتخاب الرئيس الحالي رجب طيب أردوغان، ثم ما لبث أن أعلن حزب العدالة والتنمية بقيادة أردوغان نفسه عن وجود تحالف انتخابي مع حزب الحركة القومية حمل اسم «التحالف الشعبي». في أعقاب دعوته إلى إجراء انتخابات مبكرة التقى بهجلي بالرئيس أردوغان في 18 نيسان/أبريل. أعلن أردوغان في وقت لاحق أن حزبه اتفق مع دولت بهجلي على ضرورة إجراء انتخابات مبكرة لمواجهة العديد من المخاطر التي تُحيط بتركيا؛ ثم أُعلن فعلا عن إجراء انتخابات مبكرة ستتم في 24 حزيران/يونيو 2018.

## الانتخابات البرلمانية

### المرشحين
| الترتيب | التحالفات      | التحالفات  | الحزب                 | الأيديولوجية                         | الزعيم            |
| ------- | -------------- | ---------- | --------------------- | ------------------------------------ | ----------------- |
| 1       | التحالف الشعبي | AKP        | حزب العدالة والتنمية  | عثمانية جديدة                        | رجب طيب أردوغان   |
| 2       | التحالف الشعبي | MHP        | حزب الحركة القومية    | قومية تركية                          | دولت بهجلي        |
| 3       | لا تحالفات     | لا تحالفات | حزب الدعوة الحرة      | الوحدة الإسلامية                     |                   |
| 4       | لا تحالفات     | لا تحالفات | الحزب الوطني          |                                      | دوغو برينجك       |
| 5       | لا تحالفات     | لا تحالفات | حزب الشعوب الديمقراطي | اشتراكية ديمقراطية كرد حقوق الأقليات | بروين بولدان      |
| 6       | التحالف الوطني | CHP        | حزب الشعب الجمهوري    | فكر كمالي ديمقراطية اشتراكية         | كمال قلجدار أوغلي |
| 7       | التحالف الوطني | SP         | حزب السعادة           | مللي جوروش                           | تمل كاراملا أوغلو |
| 8       | التحالف الوطني | İYİ        | حزب الخير             | محافظة ليبرالية                      | ميرال أكشينار     |

### النتائج
أعلن الرئيس التركي رجب طيب أردوغان أنه فازب الإنتخابات الرئاسية واستمراره في الحكم لولاية جديدة مدتها خمس سنوات مع سلطات أوسع، وأوردت وكالة أنباء الأناضول الحكومية، أن الرئيس التركي قد حصل عقب فرز نحو 97 بالمئة من بطاقات الاقتراع على نسبة 52,5 بالمئة من الأصوات، فيما حاز الائتلاف الذي يقوده حزبه نسبة 53,6 بالمئة في البرلمان القادم.